# Cleptacaca
Cleptacaca là một chi bướm đêm thuộc phân họ Tortricinae của họ Tortricidae.

## Các loài
- Cleptacaca tryphera Diakonoff, 1953